# San Francisco (rivier)
De San Francisco (River) is een rivier met een lengte van 256 km die ontspringt in de San Francisco Mountains in New Mexico. De rivier stroomt in zuidwestelijke richting, door Glenwood (New Mexico) en Clifton (Arizona) en mondt uit in de Gila. De rivier behoort zo tot het stroomgebied van de Colorado.